# Epistomentis pictus
Epistomentis pictus es la única especie de escarabajo del género Epistomentis, familia Buprestidae. Fue descrita por Solier en 1849.
Se distribuye por Chile y Argentina.